# Economía de Nauru

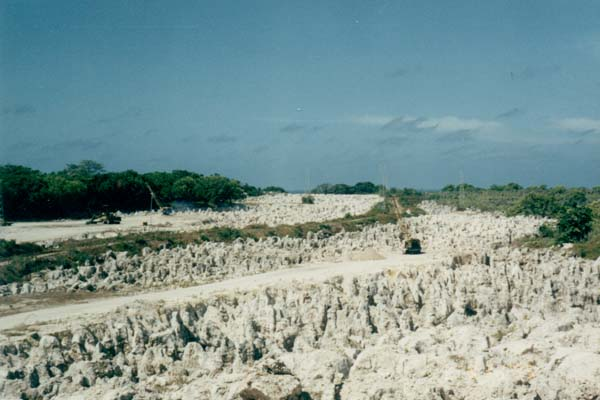
Depósitos de fosfato cerca a la laguna Buada.

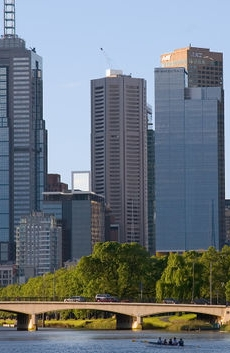
Nauru House en Melbourne.

La economía de Nauru se basa en los yacimientos de fosfatos, que ocupan buena parte de la isla. Su explotación la inició a principios del siglo XX la British Phospate Corporation, que en 1967 vendió al país sus derechos por 20 millones de dólares australianos, 3 años más tarde, en 1970 se creó la Nauru Phospate Corporation, para gestionar tales recursos. El febril ritmo de crecimiento en las últimas décadas, con más de seis millones de toneladas extraídas desde 1935, han agotado rápidamente los yacimientos, lo cual unido a la baja demanda internacional y el aumento de los costos de producción ha hecho que el gobierno inicie una política urgente de diversificación de la economía.
Los fosfatos dieron a Nauru una renta per cápita que la situó en el umbral del mundo desarrollado, además de unas condiciones de vida excelentes sin parangón en ningún otro lugar del mundo, ya que no existían ni el desempleo, ni los impuestos y los servicios sociales eran totalmente gratuitos. Sin embargo, hoy la rehabilitación de los campos de extracción de fosfato y el reemplazo de los ingresos producidos por la venta del mismo son serios problemas a largo plazo. El gobierno ha intentado cubrir el déficit fiscal a través de la obtención de préstamos.
Otra fuente de ingresos eran los alquileres cobrados en Nauru House, uno de los más altos edificaciones en Melbourne el cual fue construido con las ganancias obtenidas a través de la venta de los fosfatos. Desafortunadamente, los malos manejos y la corrupción en los años noventa lo llevaron a la ruina. Los grandes ingresos obtenidos por la extracción de fosfatos se desperdiciaron. En noviembre de 2004, en un esfuerzo por pagar a los acreedores de Nauru, se vendieron los activos que la nación poseía en Melbourne, incluyendo Nauru House, por la suma de 150 millones de dólares.

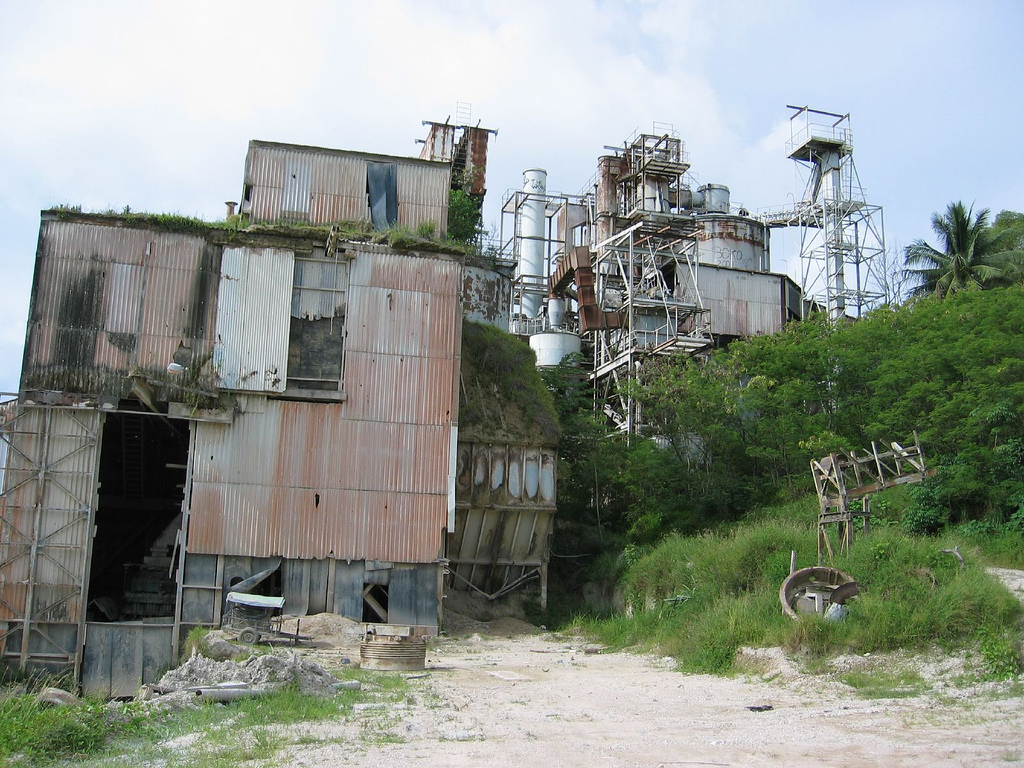
Fábrica de refinado del fosfato, actualmente en ruinas.

Con el fin de potenciar su economía, Nauru se convirtió en un paraíso fiscal en la década de los 90. Por entonces, cualquiera podía establecer una cuenta menor a 25.000$ sin siquiera visitar la isla o tener algún registro de su identidad. La mafia rusa aprovechó ese escenario para su propio beneficio; con la política del silencio bancario los gánsteres rusos trasladaron alrededor de 70 mil millones de dólares en activos, según una estimación del Banco Central de la Federación Rusa. Tal situación provocó que la FATF identificase a Nauru como uno de los 15 países no cooperativos en la lucha contra el lavado de dinero. La situación cambió, sin embargo, a partir de octubre de 2005, cuando se aprobó una ley por la cual se eliminaba la posibilidad del blanqueo de dinero. Tras esta ley, aprobada gracias a la presión de la FATF, Nauru fue borrado de la lista de países no cooperativos.
Nauru actualmente está implicado en un pleito australiano contra los Estados Unidos sobre un acuerdo fracasado. Según se dice, los representantes de los Estados Unidos ofrecieron mil millones de dólares para la recuperación económica de la isla. En el cambio, Nauru promulgó la legislación que limita la eficacia de lavado de dinero de ultramar y la evasión fiscal. Simultáneamente, establecieron una embajada Nauruana en China (en realidad funcionando en el control de los Estados Unidos), ayudando a la deserción de científicos norcoreanos y funcionarios a través de la frontera. Supuestamente salió ganando Kyong Won-ha, el científico según se dice responsable de la mayor parte del programa nuclear de Pyongyang. Esta iniciativa fue llamada "Operation Weasel".
Cuando las noticias de este acuerdo después de que Nauru fuera llevado a cabo con la legislación necesaria y los preliminares de la embajada (que con justicia dibujó la sospecha de China como fue proveído de personal completamente por habitantes del oeste), los Estados Unidos respondieron que los agentes que hicieron el trato con Nauru nunca tuvieron la autoridad para hacer tal contrato, y Nauru aún no ha recibido la ayuda prometida. El caso de Nauru contra los Estados Unidos es uno de los juicios todavía pendientes, pero favorece a la nación de isla sobre la superpotencia.

## Exportaciones e Importaciones de Nauru
1. Exportaciones

- Fosfato

### destino
Nueva Zelanda, Corea del Sur, Australia, Estados Unidos.
1. Importaciones

- Agrícolas

### fuente
Australia, Estados Unidos, Reino Unido, Indonesia.